# Les Corons
«Les Corons» es una canción interpretada por Pierre Bachelet, himno de la región minera de Norte-Paso de Calais, en el norte de Francia. Es el primer sencillo del álbum Pierre Bachelet, comúnmente llamado Les Corons, que fue lanzado en 1982 por la discográfica Polydor Records, primero en 45 rpm y posteriormente en 33⅓ rpm.
En ella, el cantante describe el orgullo de los mineros, su vida, dramas y fiestas, integrando el folclore de la zona.

Los seguidores del RC Lens la cantan en el descanso de los partidos. También es popular entre los estudiantes del norte, especialmente los de la Escuela de Minas de Douai (École des Mines de Douai).

El disco tuvo un enorme éxito en Francia en 1982, llegando a venderse más de 1 millón de copias y obteniendo un disco de platino
La palabra coron se refiere a un tipo de casas destinadas a los mineros construidas por las empresas mineras.

## Versiones
- En 2010, el cantante quebequés Jean-Philippe Bergeron grabó una versión de la canción en su álbum Elle est d'ailleurs, dedicado a los 12 mayores éxitos de Pierre Bachelet.[2]
- En 2012 el cuarteto Les Stentors interpretó la canción